# Ford Kuga
Para la versión americana, véase Ford Escape.
El Ford Kuga es un automóvil todoterreno del segmento C producido por el fabricante estadounidense Ford Motor Company desde el año 2007. Es un cinco plazas con motor delantero transversal, carrocería de cinco puertas y chasis monocasco. Algunos de sus rivales son los Citroën C5 Aircross, Honda CR-V, Kia Sportage, Mazda CX-5, Hyundai Tucson, Nissan Qashqai, Opel Grandland X, Peugeot 3008, Renault Kadjar, SEAT Ateca, Toyota RAV4 y Volkswagen Tiguan.
El 3 de diciembre de 2012 se comenzó a fabricar el nuevo modelo en la factoría de Almusafes.

## Primera generación (2007-2012)
El Kuga de primera generación utiliza la plataforma C1 del grupo Ford, la misma de los turismos Ford Focus, Mazda 3, Volvo C30 y Volvo S40, y los monovolúmenes Ford C-Max y Mazda 5. Se ofrece con una caja de cambios manual de seis marchas, y con tracción delantera o a las cuatro ruedas, en ningún caso con reductora. El portón trasero del Kuga se puede abrir o bien por completo o bien únicamente la luneta trasera.
Inicialmente, el único motor disponible es un cuatro cilindros en línea Diésel de 2.0 litros de cilindrada y 136 CV de potencia máxima, equipado con cuatro válvulas por cilindro, inyección directa con alimentación por common-rail y turbocompresor de geometría variable. Se esperan más motorizaciones gasolina y Diésel a estrenar a lo largo de 2008, como el gasolina de 2.5 litros y 200 CV, y el Diésel de 2.2 litros y 175 CV del Ford Mondeo.
El Kuga se reestilizó en 2012, adoptando una estética similar a la del Ford Focus de tercera generación.
|  |  |

## Segunda generación (2012-2019)
La segunda generación del Kuga se presentó al público en el Salón del Automóvil de Los Ángeles de 2011, con la denominación Escape del mercado norteamericano. Utiliza la plataforma Global C del Ford Focus de tercera generación.
En Europa se ofrece con un motor gasolina de 1,6 litros turbo en versiones de 150 y 182 CV, un gasolina de 2,0 litros turbo 242 CV, y un Diesel de 2,0 litros en variantes de 140, 150, 163, y 180 CV. En Estados Unidos se comercializa también con un motor gasolina de 2,5 litros atmosférico de 168 hp.
Se fabrica en las plantas Ford de Almusafes (España) y en Louisville (Estados Unidos).

## Tercera generación (2019-presente)
La tercera generación con la nueva plataforma modular C2, cuenta, en Europa, con motores gasolina de 1,5 litros y 150CV, un híbrido de 2,5 litros y 190CV, una versión híbrida enchufable (PHEV) de 2,5 litros y 225CV, y un Diesel de 2,0 litros y 120CV.
La versión europea, se fabrica en la planta Ford de Almusafes (España).